# دیتر زمتسکی
دیتر زمتسکی (آلمانی: Dieter Semetzky؛ زادهٔ ۳ نوامبر ۱۹۴۹) قایقران روئینگ اهل آلمان شرقی بود.